# Hermival-les-Vaux

Hermival-les-Vaux este o comună în departamentul Calvados, Franța. În 1 ianuarie 2022 avea o populație de 860 de locuitori.